# Jean-Marie Fruchard
Pour les articles homonymes, voir Fruchard.
Jean-Marie Fruchard est un homme politique français né le 20 avril 1786 à Lorient (Bretagne) et décédé le 3 mai 1872 dans cette même ville.

## Biographie
Jean-Marie Fruchard naît le 20 avril 1786 à Lorient. Il est le fils de Jean Fruchard et d'Anne Loher.
Magistrat, Jean-Marie Fruchard est nommé président du tribunal civil de Lorient en mai 1831. 
Il est député du Morbihan de 1831 à 1834, siégeant dans la majorité soutenant la monarchie de Juillet. 
Il meurt le 3 mai 1872 à Lorient.

## Distinctions
- Chevalier de la Légion d'honneur (25 janvier 1832)[4]

## Sources
- « Jean-Marie Fruchard », dans Adolphe Robert et Gaston Cougny, Dictionnaire des parlementaires français, Edgar Bourloton, 1889-1891 [détail de l’édition]